# غاييل مونفيس
غاييل مونفيس (بالفرنسية: Gaël Monfils)‏ (مواليد 1 سبتمبر 1986 في باريس)، هو لاعب كرة مضرب فرنسي بدأ مسيرته كمحترف سنة 2004 يلعب باليد اليمنى ويحتل حالياً المرتبة رقم. 6 (09 يناير 2017) في تصنيف رابطة محترفي كرة المضرب. أعلى تصنيف له في الفردي كان المركز الـ 6 في سنة 2016. أعلى تصنيف له في الزوجي كان المركز الـ 155 في سنة 2011. شارك في دورة الألعاب الأولمبية الصيفية.

## روابط إضافية
- غاييل مونفيس على موقع رابطة محترفي التنس (الإنجليزية)
- غاييل مونفيس على موقع الاتحاد الدولي لكرة المضرب (الإنجليزية)
- غاييل مونفيس على موقع كأس ديفيز (الإنجليزية)
- غاييل مونفيس على موقع بطولة ويمبلدون (الإنجليزية)
- غاييل مونفيس على موقع خلاصة التنس.كوم (الإنجليزية)
- غاييل مونفيس على موقع إي إس بي إن.كوم (الإنجليزية)
- غاييل مونفيس على موقع اللجنة الأولمبية الدولية (الإنجليزية)
- غاييل مونفيس على موقع أوليمبيديا (الإنجليزية)
- غاييل مونفيس على موقع اللجنة الأولمبية الفرنسية (مؤرشف) (الفرنسية)
- غاييل مونفيس على موقع AS.com (الإسبانية)
- Monfils Recent Match Results
- Monfils World Ranking History
- غاييل مونفيس على موقع IMDb (الإنجليزية)

}}
- Full website FR version